# In Dub - Live
In Dub – Live er Hallucinogens fjerde album, udgivet den 13. maj 2009, på Twisted Records.

## Trackliste
1. . "LSD"
2. . "Spiritual Antiseptic"
3. . "Cicada"
4. . "Solstice"
5. . "HiD"
6. . "Dark Persuasion"
7. . "Angelic Particles"
8. . "Rent Boy"
9. . "Gamma Goblins"